# سیارک ۷۳۶۶
سیارک ۷۳۶۶ (به انگلیسی: 7366 Agata، نامگذاری:1996UY) هفت هزار و سیصد و شصت و ششمین سیارک کشف شده‌است که در ۲۰ اکتبر ۱۹۹۶ کشف شد.